# 4602 Гойдьє
4602 Гойдьє (4602 Heudier) — астероїд головного поясу, відкритий 28 жовтня 1986 року.
Тіссеранів параметр щодо Юпітера — 3,354.